# 赵汝章
赵汝章，宋朝政治人物。
赵汝章曾于1204年接替钱訚任华亭县知县一职，1205年由汤诜接任。